# 石桥亭
石桥亭，位于中华人民共和国广东省肇庆市端州区正西路123号，为肇庆市的一个市级文物保护单位，类型为古建筑，公布时间为2003年5月6日。
石桥亭的历史年代为1931。